# モーリー・トライプ
モーリー・トライプ（Mollie Tripe、本名:Mary Elizabeth Tripe、結婚前の姓: Richardson、1870年9月14日 – 1939年9月21日）はニュージーランドの画家、美術教師である。

## 略歴
クライストチャーチで生まれた。父親のエドワード・リチャードソン(Edward Richardson)はイギリス生まれのエンジニアでニュージーランドの鉄道敷設に貢献し、国会議員にもなった人物である。
カンタベリー美術学校(Canterbury School of Art)やアーサー・ライリー(Arthur Dewhurst Riley)が創立したウェリントン・デザイン学校(Wellington School of Design)で学んだ。1890年に美術学校の課程を修了し美術教師の資格を得た。マスター・コースに進み1894年にマスターの称号を得た。ジェームズ・ネアンやメーベル・ヒルといった教師たちとウェリントン・デザイン学校で教え始め、1900年に結婚のために退職したが、その後も絵の個人教師を続けた。
18880年代からニュージーランド、ロンドン、パリの展覧会などに出展した。
1900年に弁護士のジョセフ・アルバート・トライプと結婚して、少なくとも2人の子供に恵まれた。
1893年にニュージーランド美術アカデミーの最初の女性理事に選ばれ、ニュージーランド国立美術館（National Art Gallery of New Zealand:1936年設立、後にニュージーランド国立博物館テ・パパ・トンガレワに統合された。）と、その肖像画コレクションの設立に貢献した。1937年に戴冠式記念勲章(Coronation Medal)を受勲した。1939年にウェリントンの自宅で死去した。
主に人物画を描いた。印象派のスタイルの作品を描いたが、後により写実的なスタイルになった。

## 作品

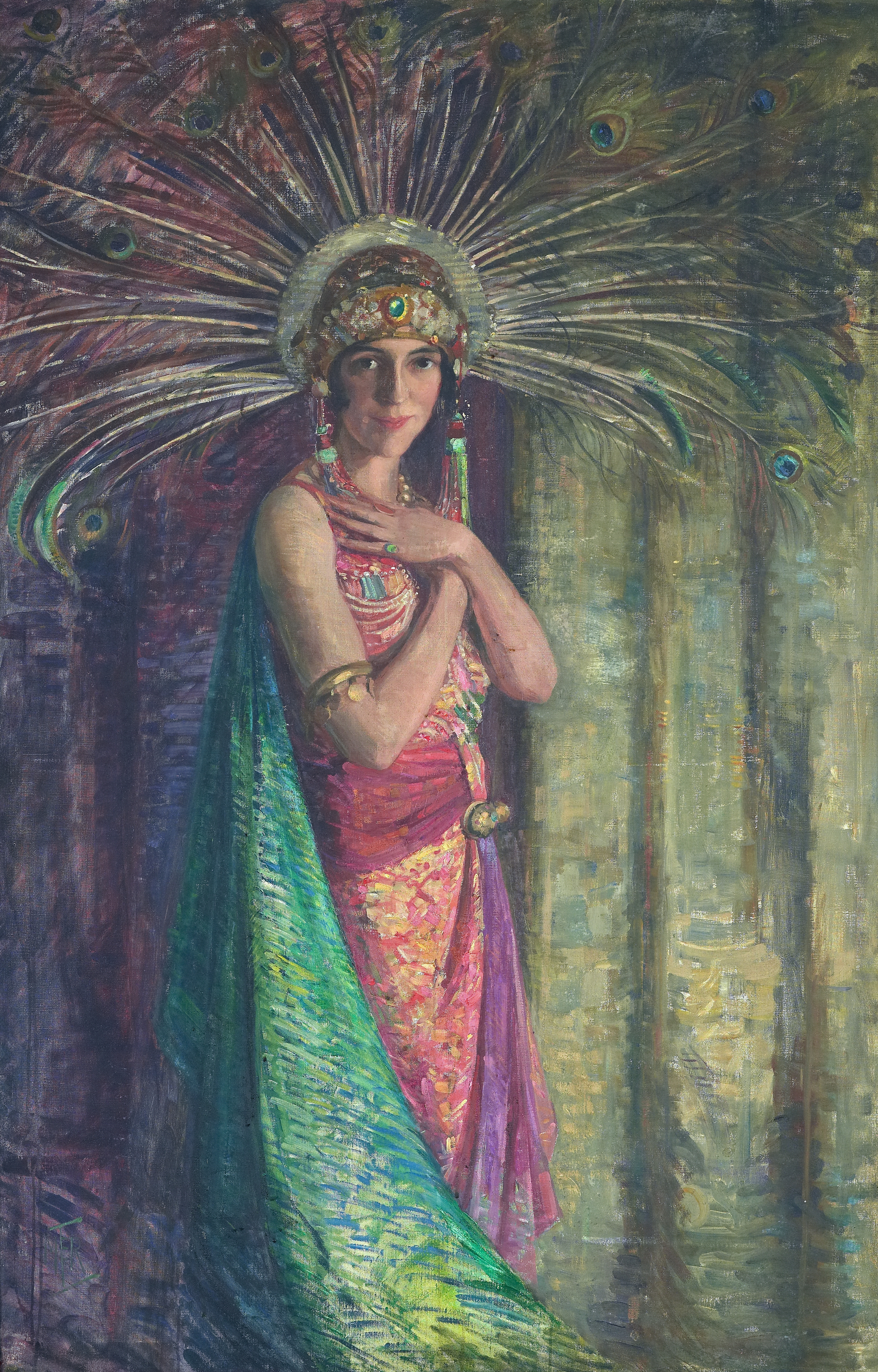
シバの女王
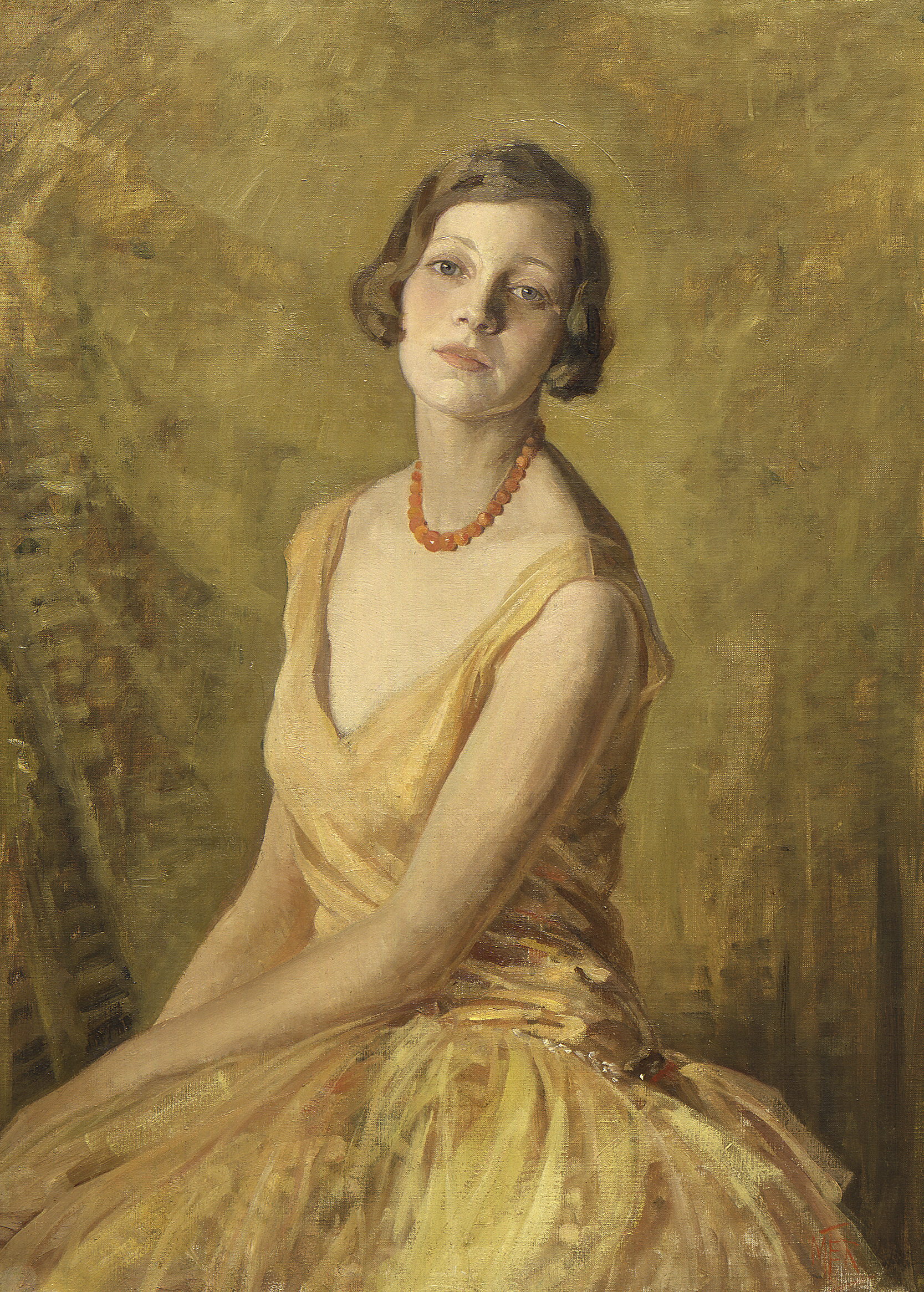
若者
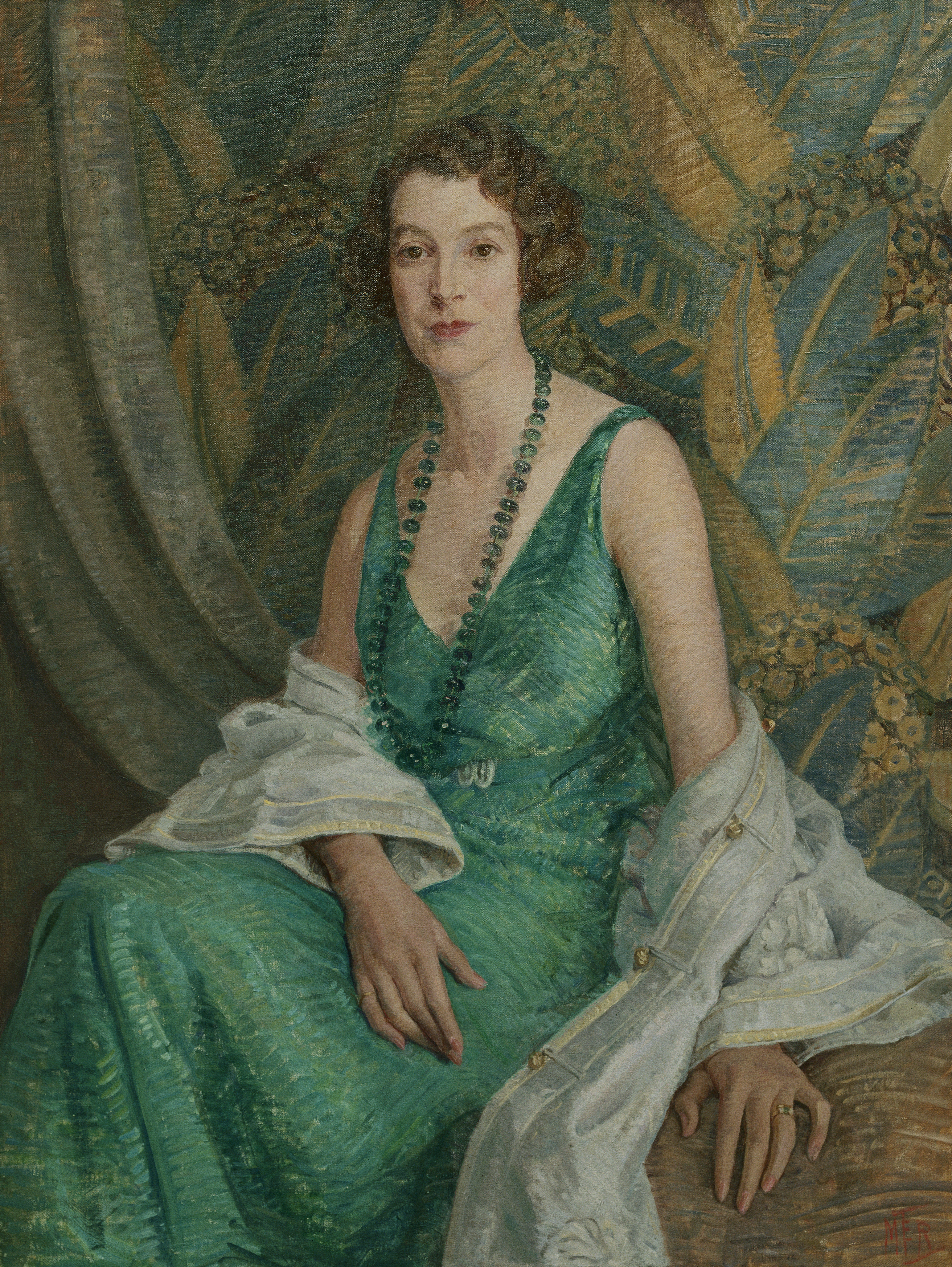
肖像画
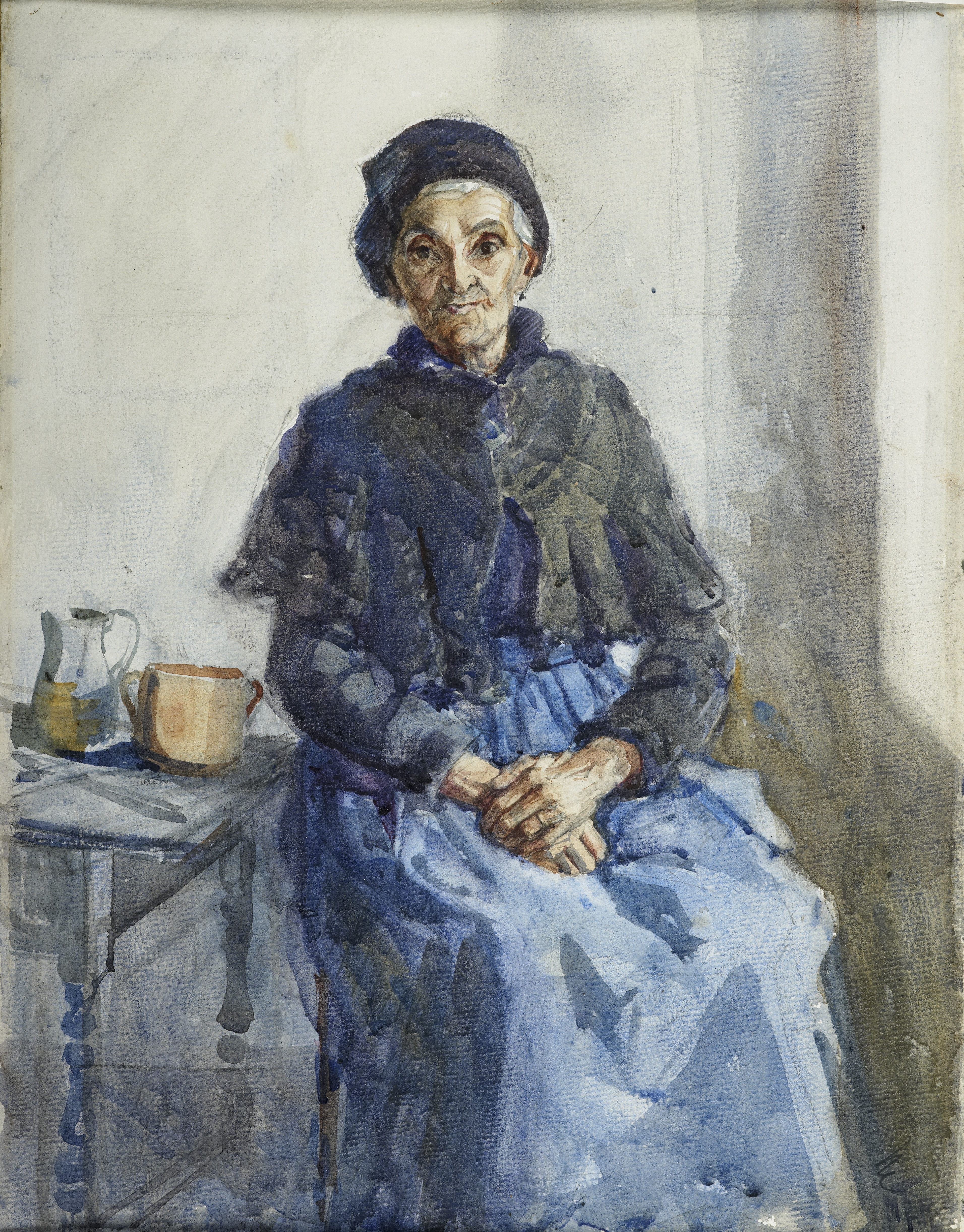
農婦

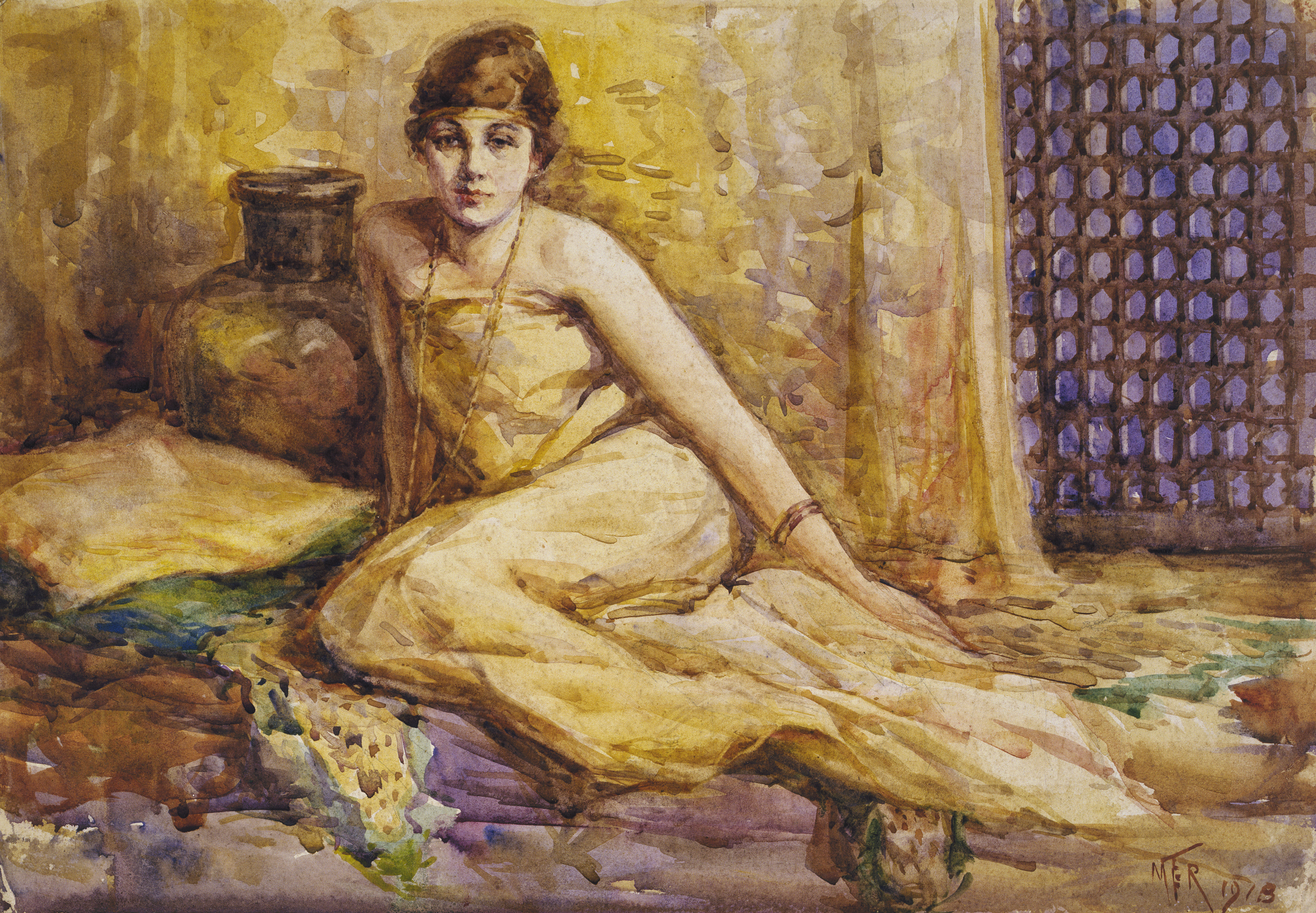
The favourite
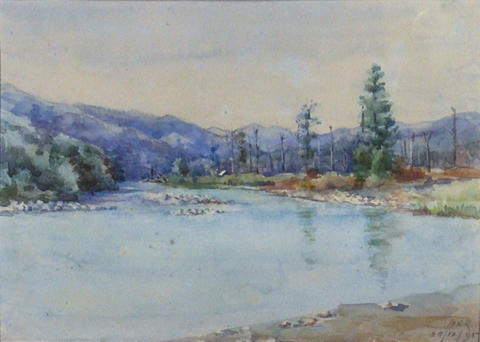
Matakitaki River
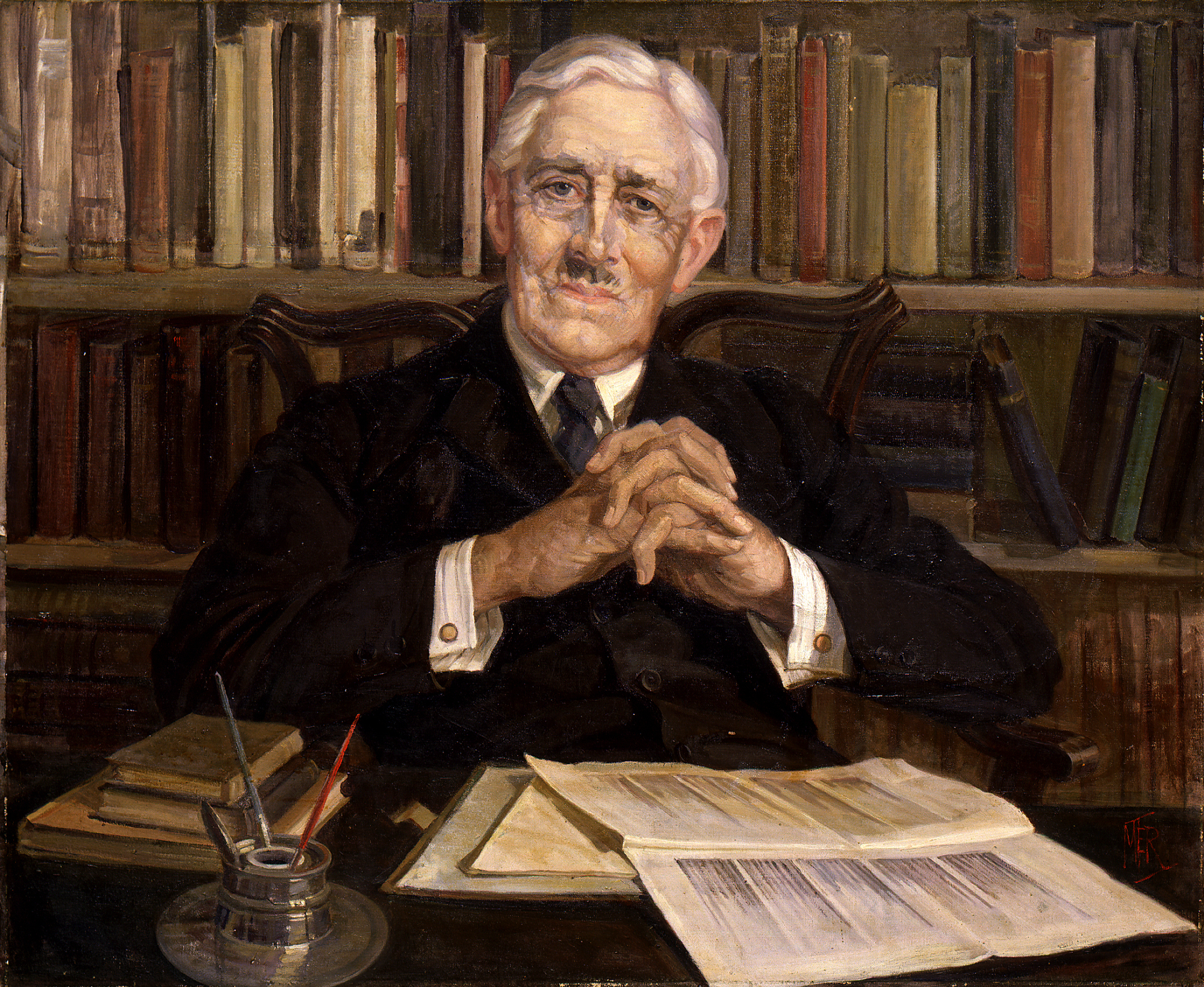
肖像画